# 劉海 (永樂進士)
劉海，山西夏縣人，明朝政治人物。

## 生平
永樂十八年（1420年）庚子科山西鄉試第一名解元。永樂二十二年（1424年）登甲辰科進士。官至陝西參議。